# Volenice, Příbram
Volenice là một làng thuộc huyện Příbram, vùng Středočeský, Cộng hòa Séc.